# Mieczysławowo (gromada)
Mieczysławowo – dawna gromada, czyli najmniejsza jednostka podziału terytorialnego Polskiej Rzeczypospolitej Ludowej w latach 1954–1972.
Gromady, z gromadzkimi radami narodowymi (GRN) jako organami władzy najniższego stopnia na wsi, funkcjonowały od reformy reorganizującej administrację wiejską przeprowadzonej jesienią 1954 do momentu ich zniesienia z dniem 1 stycznia 1973, tym samym wypierając organizację gminną w latach 1954–1972.
Gromadę Mieczysławowo z siedzibą GRN w Mieczysławowie utworzono – jako jedną z 8759 gromad na obszarze Polski – w powiecie kolskim w woj. poznańskim, na mocy uchwały nr 24/54 WRN w Poznaniu z dnia 5 października 1954. W skład jednostki weszły obszary dotychczasowych gromad Modzerowo, Nowa Wieś, Stypin i Szatanowo, ponadto  miejscowości Ciepliny (wieś) i Ciepliny (kolonia) z dotychczasowej gromady Ciepliny oraz miejscowość Mieczysławowo (wieś) z dotychczasowej gromady Mieczysławowo ze zniesionej gminy Izbica Kujawska w tymże powiecie. Dla gromady ustalono 15 członków gromadzkiej rady narodowej.
1 stycznia 1958  do gromady Mieczysławowo włączono miejscowości Góry B, Ignacewo i Śmielnik ze zniesionej gromady Wólka Komorowska w tymże powiecie.
1 stycznia 1960 do gromady Mieczysławowo włączono miejscowość Korzecznik-Podlesie z gromady Luboniek w tymże powiecie.
1 stycznia 1962 z gromady Mieczysławowo wyłączono: a) miejscowości Góry B, Ignacewo, Nowa Wieś, Słubin i Śmielnik, włączając je do gromady Izbica Kujawska; b) miejscowości Ciepliny (wieś i kolonia), Cieplinki i Rutki, włączając je do gromady Błenna – w tymże powiecie, po czym gromadę Mieczysławowo zniesiono, a jej (pozostały) obszar włączono do gromady Brdów tamże.